# Bandera de Paraguay
La bandera nacional del Paraguay (en guaraní: Paraguái poyvi) fue adoptada en 1842. El emblema y las proporciones son las mismas desde dicha fecha. La bandera presenta tres franjas horizontales de igual anchura en los colores rojo oscuro, blanco y azul. Tuvo su creación oficial en el Congreso General Extraordinario del Parlamento nacional, el 25 de noviembre de 1842. En el anverso presenta un escudo, con dos ramas de palma y olivo que se curvan en forma de una corona, rodeando a una estrella de oro y con la divisa «República del Paraguay»; en el reverso, la bandera lleva otro escudo con la imagen de un león acompañado de un gorro frigio y la inscripción «Paz y Justicia».

## Historia

### Durante la época colonial (1527-1811)
El Paraguay colonial ondeó la cruz de Borgoña, que era símbolo del ejército y la armada española desde c. 1700. Esta fue reemplazada por una nueva bandera naval aprobada por el rey Carlos III de España el 28 de mayo de 1785. El uso de la bandera española duro hasta el 15 de mayo de 1811, año de la independencia, habiendo sido usada todavía de manera irrestricta con la de la emancipación hasta el 16 de junio de 1811.[cita requerida]

Bandera de la cruz de Borgoña, ondeada en el Paraguay colonial hasta 1785.
Bandera del Paraguay colonial hasta 1811.

### Independencia (1811-actualidad)

#### Primera bandera
La primera bandera del Paraguay independiente fue la llamada Bandera Azul, que estuvo vigente desde el 15 de mayo de 1811 hasta el 16 de junio de ese mismo año. Se trataba de una bandera totalmente azul, con la excepción de una estrella blanca de seis puntas ubicada en la esquina superior izquierda de la misma. En 1826, el presidente José Gaspar Rodríguez de Francia ordenaría la reinstauración de este pabellón, que sería utilizado en alternancia con la tricolor. Su uso duraría hasta la muerte de Francia en 1840.

El color azul representaba a la Virgen María de la Asunción, que daba nombre a la capital paraguaya.

Primera bandera utilizada desde el 15 de mayo al 16 de junio de 1811.

#### Segunda bandera
La segunda bandera fue la izada el 17 de junio de 1811, en ocasión del Primer Congreso General, que consistía en una bandera rectangular con tres piezas fajadas, de color azul, distintivo de la Virgen de Asunción, y fue integrado al pabellón español -rojo, amarillo, azul- que se usaba en la conquista. Esta nueva bandera flameó en el Paraguay hasta el 15 de agosto de 1812.

Bandera de 1811 con el escudo español en el centro.
Bandera de 1811-1812

#### Tercera bandera
La tercera bandera paraguaya presentaba la actual tricolor, si bien la franja del medio era más ancha que la colorada y azul de arriba y abajo, respectivamente. Esta bandera nacional fue creada por la Primera Junta Superior de Gobierno, presidida por Fulgencio Yegros, con Pedro Juan Caballero y Fernando de la Mora. Fue enarbolada, según Zavala y Delgadillo en su Diario de Sucesos Memorables el 15 de agosto de 1811. Confirmado por el Congreso el 12 de octubre de 1813.

En 1826, el Dr. Gaspar Rodríguez de Francia, por expreso decreto, instituyó nuevamente la azul con una estrella blanca de seis puntas, cambiando el color azul por un celeste claro. Esta bandera alternó, sin embargo, con la otra tricolor, hasta después de 1840, año del fallecimiento del supremo dictador. En muchas guarniciones, por falta de la tricolor y por bastante tiempo más aún, fue izada la azul del Dr. Francia.

Bandera confirmada por el Congreso del 12 de octubre de 1813
Bandera decretada por el Dr. Francia en 1826.

#### Cuarta bandera
El Congreso del 25 de noviembre de 1842, presidido por los cónsules Mariano Roque Alonso y Carlos Antonio López, dispuso que se utilizara exclusivamente la tricolor del 15 de agosto de 1811 y no se enarbolara otro pabellón que no sea el así confirmado, ya con el agregado de los Escudos Nacionales, el oficial y el de Hacienda. Fue la cuarta y definitiva, aunque aún se hicieron algunos cambios en la proporción.

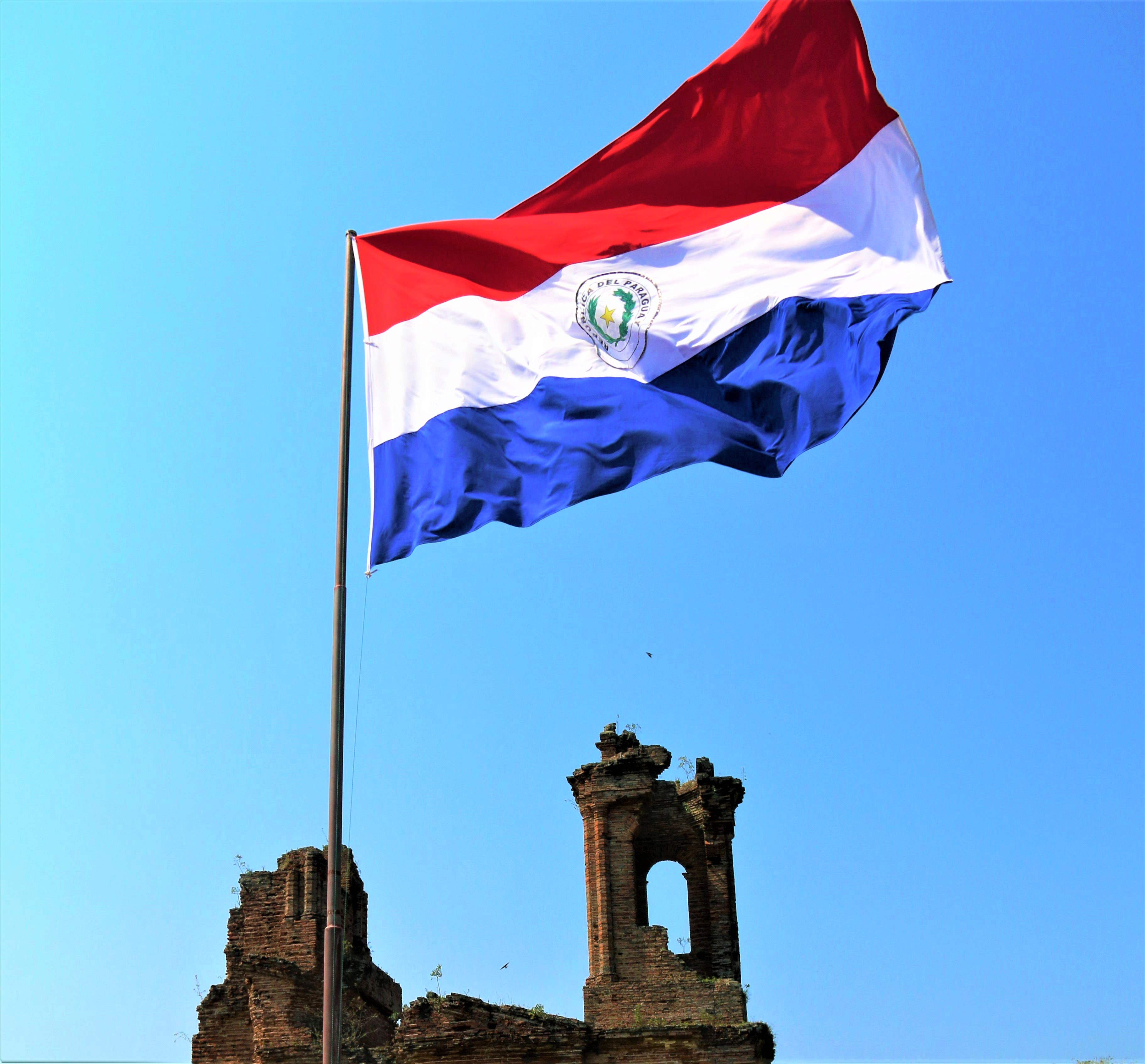
Bandera paraguaya ondeando.

## Elementos relacionados

### Invocación a la bandera
Bandera inmaculada,

emblema de la patria,

encarnación purísima de nuestras glorias.

A tu sombra acudimos,

a recibir la sagrada inspiración del patriotismo.

Al contemplarte,

nuestras almas llenas de entusiasmo,

te veneran y aclaman en este día.

Que tu seas por siempre,

la madre altiva de nuestras instituciones.

### Himno a la Bandera
¡Qué linda es mi bandera paraguaya!

Bandera de mi patria tan querida,
bandera de mi cielo guaraní.
Emblema sacrosanto de mi vida,
sabremos defenderte hasta morir.
Enseña tricolor de mis amores,
en ti se representa mi heredad:
el rojo simboliza la justicia,
el blanco la paz y el azul la libertad.
Qué linda es mi bandera paraguaya
a su sombra generosa
sueño la felicidad.

En el escudo ostenta un gorro frigio,
dice “Paz y justicia”, y un gallardo león;
en el reverso, la palma y el olivo
la estrella de bonanza,
simbolizan mi nación.

Los Yegros, Doctor Francia y Caballero
velaron tu nacer en mayo aquel.
Iturbe, Molas, Troche y otros héroes
su esfuerzo ofrendaron a tus pies.
Los López contemplaron orgullosos
surcar en el progreso tu flamear.
El Mariscal de acero dio su vida
defendiendo hasta la muerte
nuestro amado Paraguay.
El temple de tus hijos, mi bandera,
tornará de dicha plena
a mi amado Paraguay.
Letra y música: Mauricio Cardozo Ocampo

### Juramento a la Bandera
¡Salud hermosa Bandera de mi Patria amada!

En este día venimos a depositar bajo tu sombra,
la ofrenda de nuestro puro patriotismo,
a fin de que ondees siempre bella y triunfante
a donde quieras que te lleve la fuerza del destino.

¡Compañeros!
¿Queréis que el rojo de nuestra Bandera,
sea siempre el símbolo de la gloria,
que evoque el deber de todo paraguayo,
de verter su sangre en defensa de la integridad e independencia de nuestra Patria?

(Sí, lo queremos)

¿Queréis que el blanco de nuestra Bandera,
sea siempre evocadora de paz y confraternidad,
en el horizonte de nuestra Patria?

(Sí, lo queremos)

¿Queréis que el azul de nuestra Bandera,
sea siempre evocadora de grandeza,
como el cielo de nuestra Patria?

(Sí, lo queremos)

¿Queréis, en fin, que esta tricolor bandera,
sea siempre evocadora de paz y de justicia,
de prosperidad y bienestar?

(Sí, lo queremos)
Pues bien, juremos en este día memorable,
que la amaremos eternamente,
y la defenderemos con todo el fervor y entusiasmo de nuestros corazones,
y con toda la energía de nuestros brazos.

(¡Sí, lo juramos!)

## Banderas históricas

Primera bandera utilizada desde el 15 de mayo al 16 de junio de 1811 (utilizada intermitentemente durante el gobierno del Dr. Francia).
Bandera instaurada por el Congreso el 17 de agosto de 1811.
Bandera instaurada por el Congreso el 30 de septiembre de 1813.
Bandera decretada por José Gaspar Rodríguez de Francia en 1826.
Bandera instaurada por el Congreso el 25 de noviembre de 1842
Bandera instaurada por el Congreso en 1954.
Bandera instaurada por el Congreso en 1988.
Bandera instaurada por el Congreso en 1990.
Bandera instaurada por el Congreso en 2013 (en uso).
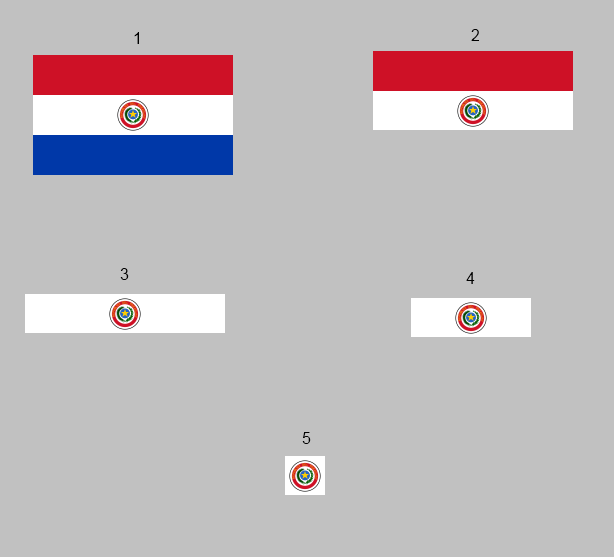
Procedimiento de doblado de la bandera nacional.

## Banderasdepartamentales

Distrito Capital: Asunción
I Departamento: Concepción
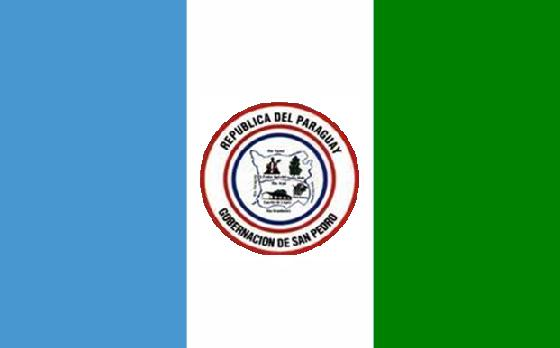
II Departamento: San Pedro
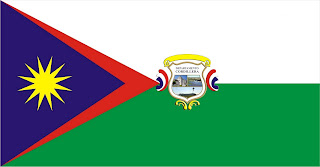
III Departamento: Cordillera
IV Departamento: Guairá
V Departamento: Caaguazú
VI Departamento: Caazapá
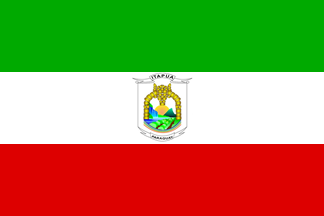
VII Departamento: Itapúa
VIII Departamento: Misiones
IX Departamento: Paraguarí
X Departamento: Alto Paraná
XI Departamento: Central
XII Departamento: Ñeembucú
XIII Departamento: Amambay
XIV Departamento: Canindeyú
XV Departamento: Presidente Hayes
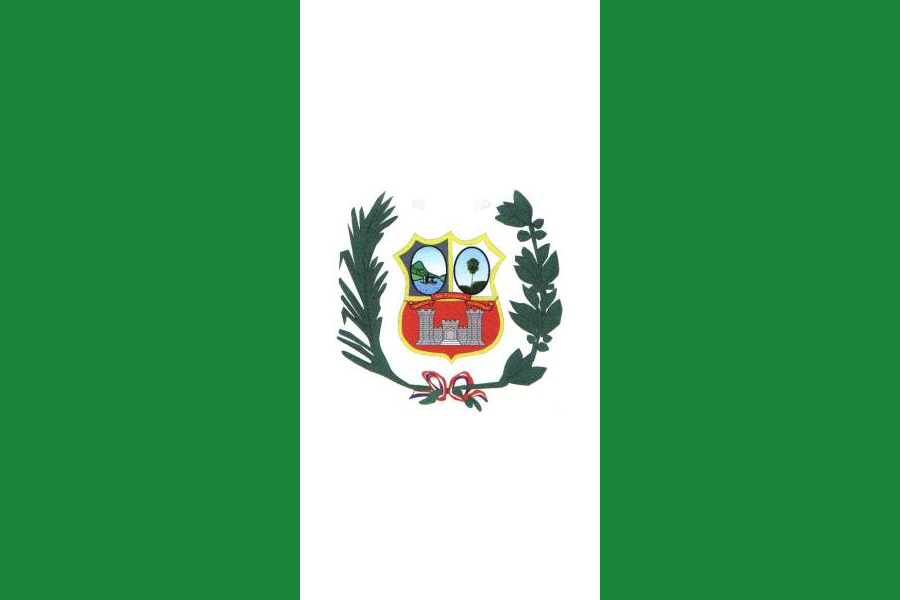
XVI Departamento: Alto Paraguay
XVII Departamento: Boquerón

## Banderas similares

Bandera de los Países Bajos
Bandera de Luxemburgo
Bandera de Serbia y Montenegro (anteriormente la bandera de Yugoslavia)
Bandera de Croacia